# John Latouche
John Treville Latouche (* 13. November 1914 in Baltimore/Maryland; † 7. August 1956 in Calais/Vermont) war ein US-amerikanischer Librettist und Schriftsteller.
Latouche besuchte ein Jahr lang die Riverdale Country School in New York und studierte zwei Jahre an der Columbia University. 1937 hatte er ersten Erfolg als Autor der Broadway-Revue Needles and Pins. 1939 wurde Sing for Your Supper uraufgeführt. Für dieses Musical hatte Latouche die Ballad for Uncle Sam geschrieben. Diese wurde in der
Vertonung von Earl Robinson unter dem Titel Ballad for Americans berühmt und 1942 in dem Film Born to Sing verwendet.
Latouches größter Erfolg war das Musical Cabin in the Sky, das 1940 am Broadway aufgeführt wurde. Die Komposition war von Vernon Duke, die Choreographie von George Balanchine, und Ethel Waters sang den berühmten Titel Taking a Chance on Love. MGM verfilmte das Musical unter Leitung von Vincente Minnelli.
Nach den Operetten Rhapsody (Musik von Robert Russell Bennett nach Fritz Kreisler) und Polonaise (Musik von Bronisław Kaper nach Frédéric Chopin) entstand 1946 Beggar's Holiday, eine Adaption von John Gays The Beggar’s Opera.
1956 entstand im Auftrag der Koussevitsky Foundation die Oper The Ballad of Baby Doe, für die Douglas Moore die Musik komponierte. Zur gleichen Zeit arbeitete er mit Richard Wilbur und Dorothy Parker an Gedichten zu Lillian Hellmans Adaption von Leonard Bernsteins Candide. Während dieser Arbeit verstarb er am 7. August 1956 einundvierzigjährig an einem Herzanfall.